# Erinaceusyllis serratosetosa
Erinaceusyllis serratosetosa is een borstelworm uit de familie Syllidae. De soort werd voor het eerst wetenschappelijk beschreven door Hartmann-Schröder in 1982 als Sphaerosyllis erinaceus serratosetosa.

## Kenmerken
Het lichaam van de worm bestaat uit een kop, een cilindrisch, gesegmenteerd lichaam en een staartstukje. De kop bestaat uit een prostomium (gedeelte voor de mondopening) en een peristomium (gedeelte rond de mond) en draagt gepaarde aanhangsels (palpen, antennen en cirri).